# 모로스 이 크리스티아노스

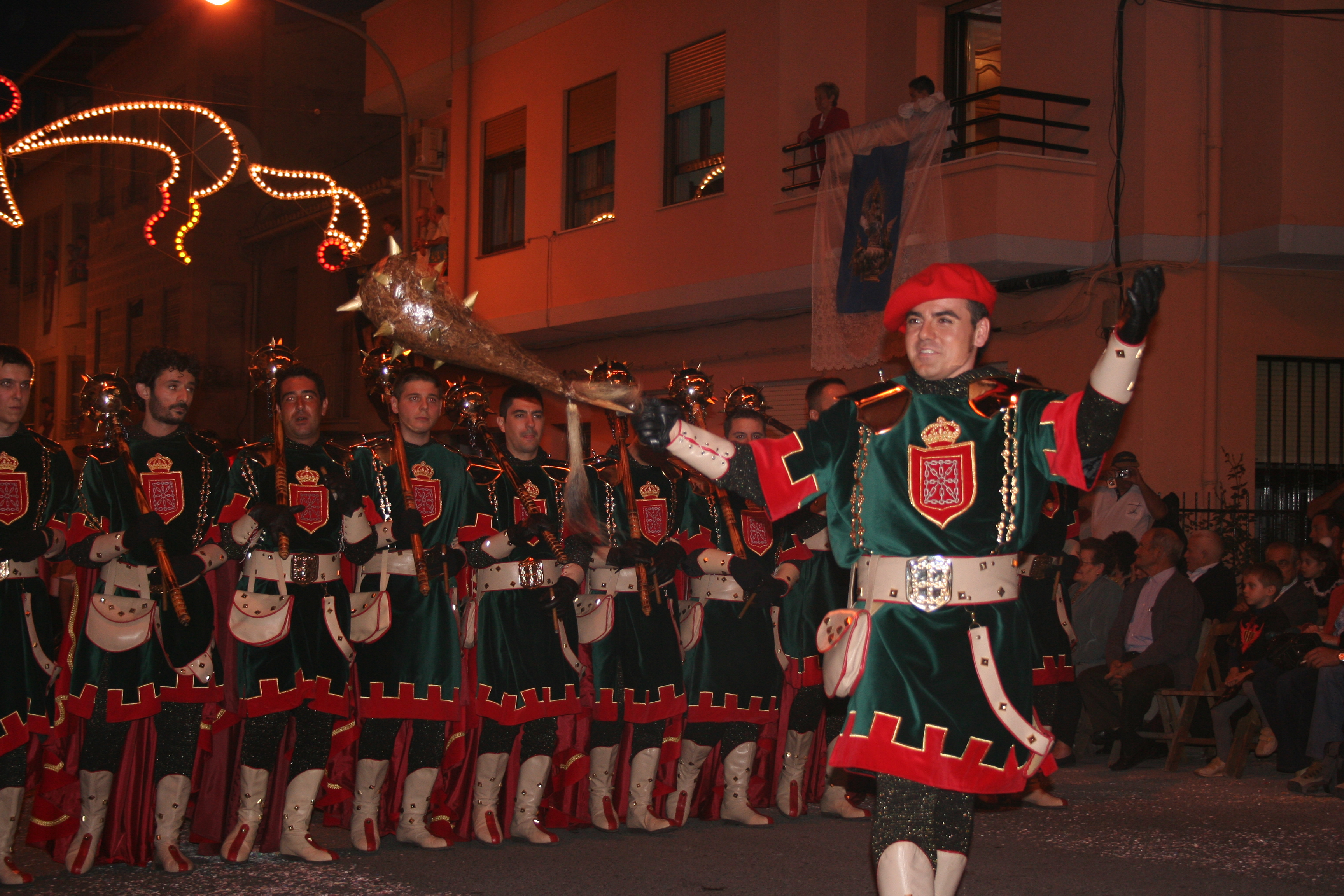

모로스 이 크리스티아노스(스페인어: moros y cristianos) 또는 모로스 이 크리스티안스(발렌시아어: Moros i Cristians)는 영어로 무어스 앤드 크리스찬스(영어: Moors and Christians)로 불리는 것으로 스페인 발렌시아 지방에서 열리는 축제로 무어인들의 옷을 입고 기독교인들과 싸우는 흉내를 내면서 행하는 공공 축제이다.